# デア・シュピーゲル
『デア・シュピーゲル 』(Der Spiegel) は、ドイツの週刊誌。発行部数がヨーロッパで最も多いニュース週刊誌であり、毎週平均110万部が売られている。時の政府に対して論陣を張る、進歩的なメディアである。誌名はドイツ語で「鏡」の意。発行元は Spiegel-Verlag社で、本社はハンブルクに所在する。最近は競合誌『フォークス』(Focus) の出現で従来の勢いはない。

## 概要
『デア・シュピーゲル』は1947年1月4日にハノーファーで創刊された。その前身は1946年11月にイギリス占領軍によって後援され短期間発行された 『ディーゼボッヘ（Diese Woche、今週）』という雑誌であった。イギリス軍と編集方針で衝突した後、雑誌はドイツ人編集者のルドルフ・アウグシュタイン（en:Rudolf Augstein）によって Der Spiegel と改名されて発行されることとなった。アウグシュタインは、1947年1月の第1版から2002年11月7日に死去するまで編集長を務めた。
同誌は1950年以降アウグシュタインとヨーン・ヤールが共同で所有したが、ヤールの所有分は1962年にリヒャルト・グルナーに取って代わられた。1969年、アウグシュタインはグルナーからその所有分を4,200万マルクで買い取り、単独のオーナーとなった。1971年にグルナーとヤールの共同会社が再び25パーセントの株を取得した。1974年にアウグシュタインは従業員株主を作るために会社を再構成し、同社に3年以上雇用されていた全ての従業員は会社の経営に参加する機会を提示された。
『デア・シュピーゲル』は1952年以来ハンブルクに本社をもつ。同誌は『タイム』や『ニューズウィーク』といったアメリカのニュース雑誌にスタイルがよく似ている。しかしながらその詳細な長編記事はアトランティック・マンスリーやエコノミストに匹敵する。同誌はその特殊な学術的文体や、法外な重量でよく知られている。同誌は200ページを超えるにもかかわらず、記事と広告の割合は2:1の比率となっている。

## シュピーゲル事件
1962年10月にNATO軍の図上演習の詳細をすっぱ抜いたことから編集長のルドルフ・アウグシュタインが逮捕され109日間に亘って勾留された。しかし、世論の批判を浴び、時の西ドイツ国防相フランツ・ヨーゼフ・シュトラウスが辞任する事態になった。

## 関連雑誌
- 『シュピーゲル・スペシャル』 (Spiegel Special) - 不定期発行の特集増刊号シリーズ。大きなテーマを1つといくつかの小さなテーマで構成されている。